# Никола Вълков
Д-р Никола Щерионов Вълков е български адвокат, кмет на Бургас.

## Биография
Роден е през декември 1861 г. в град Бургас. Мандатът му трае от 23 септември 1902 до 7 юли 1903 г. По време на мандата му се открива Бургаското пристанище. Награден е с Орден „За граждански заслуги“. Умира на 7 юли 1903 г. като кмет на града